# Schloss Ambras

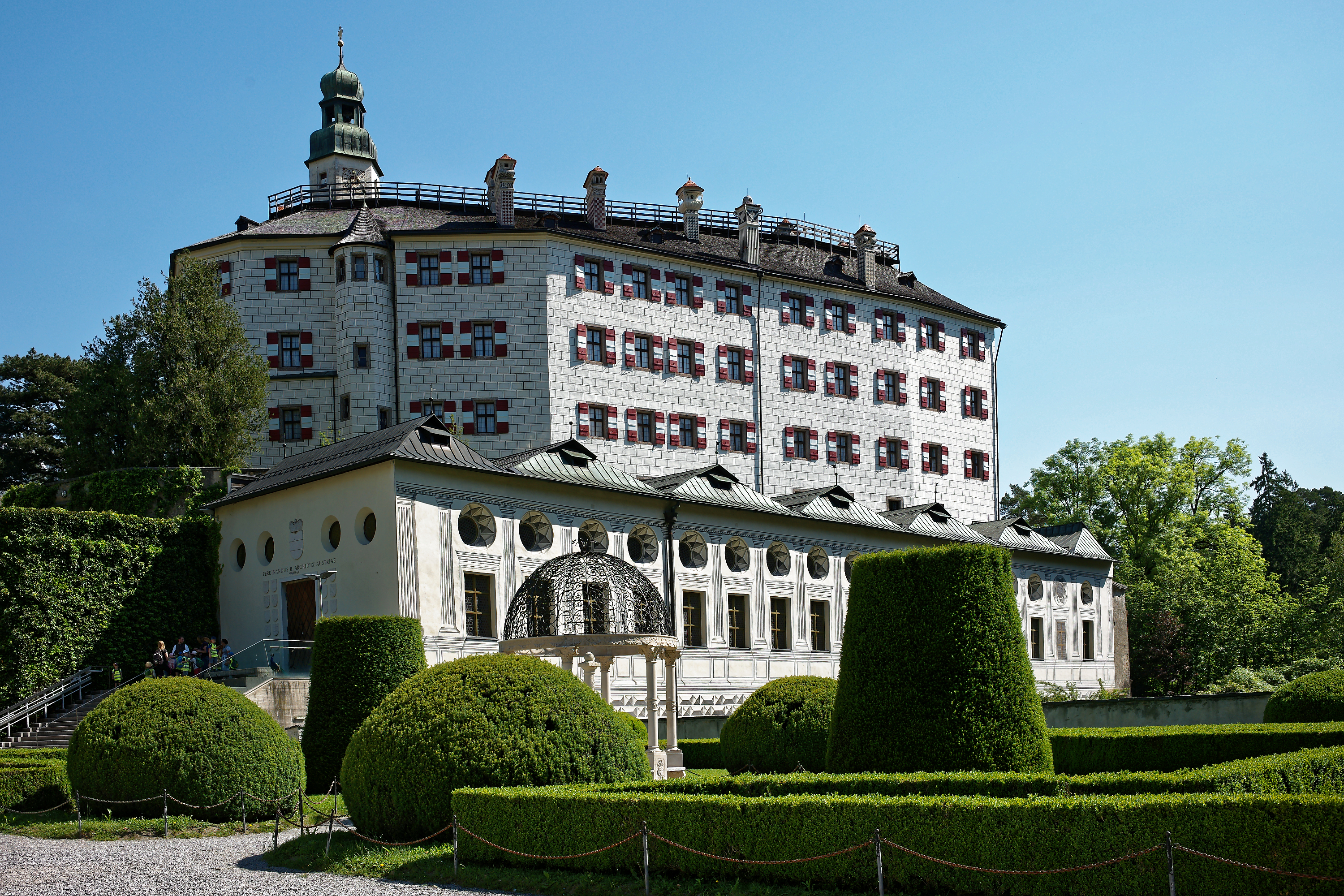
Schloss Ambras im Sommer 2019

Das Schloss Ambras ist ein großes Schlossareal an der heutigen südöstlichen Stadtgrenze der Tiroler Landeshauptstadt Innsbruck im Stadtteil Amras, einem bis zur Eingemeindung 1938 eigenständigen Dorf. Das Schloss umfasst das so genannte Ambraser Hochschloss, das Ambraser Unterschloss, den Spanischen Saal und Verwaltungsgebäude. Das Anwesen liegt auf 654 Meter Höhe inmitten eines weitläufigen Schlossparks, in dem sich kulturhistorische Denkmäler befinden.
Der Gebäudekomplex wird von der Burghauptmannschaft Österreich verwaltet, der Park von den Österreichischen Bundesgärten. Im Inneren von Hoch- und Unterschloss befindet sich das Kunstmuseum Schloss Ambras Innsbruck.
Schloss Ambras gehört zu Tirols wichtigsten und besucherstärksten touristischen Attraktionen und zählt zu den bedeutendsten Sehenswürdigkeiten Österreichs.

## Geschichte
Ambras war die Burg der Grafen von Dießen-Andechs, deren Vorfahren schon im 10. Jahrhundert dort ad umbras (im Schattigen) residierten (quellenmäßig dokumentiert für das 11. Jh.). 1133 wurde die Burg von Heinrich dem Stolzen zerstört. Nach 150 Jahren wurde sie wieder aufgebaut. Der letzte Andechser, Herzog Otto VIII. von Meranien, war mit Elisabeth, Tochter des Grafen Albert III. von Tirol, verheiratet; nach Ottos Tod 1248 erbte Albert dessen Herrschaftsgebiet. 1253 starb Albert, und nun fiel Ambras dem zweiten Ehemann Elisabeths, Gebhard IV. von Hirschberg zu. Elisabeth starb 1256 ohne Kinder; so erbte der Ehemann der anderen Albert-Tochter, Adelheid, Meinhard I. aus Görz, Ambras und das entstehende Land Tirol.
Ambras blieb landesherrliche Anlage. Zusammen mit der benachbarten Burg Straßfried – zu der Zeit die wichtigere, dort saß ein Landhauptmann – kontrollierte sie die Wege zwischen Innsbruck, der Innbrücke bei Hall, dem Mittelgebirgsplateau und dem unteren Silltal.
Nach dem Tod der letzten Görzerin, Margarete von Tirol, fiel die Burg 1363 an die Habsburger. Kaiser Maximilian I. nutzte sie als Jagdschloss.
In der Renaissance wurde die mittelalterliche Burg von Erzherzog Ferdinand II. (1529–1595) ausgebaut. Er verwandelte Ambras in ein Prunkschloss und überschrieb es seiner heimlich geehelichten bürgerlichen Frau Philippine Welser.
Als Tirol nach 1665 nicht mehr Sitz eines Landesfürsten und weitgehend der höfischen Repräsentation entzogen war, diente das Schloss bis zur Mitte des 19. Jahrhunderts unterschiedlichen Zwecken wie Truppenquartier und Militärspital. Zuletzt war es bis 1842 Kaserne, ehe das Schloss im 19. Jahrhundert unter dem Statthalter von Tirol 1855–1861, Erzherzog Karl Ludwig, wieder für Wohnzwecke ausgebaut wurde.
Das Museum k.k. Ambraser Sammlungen wurde 1880 eröffnet.
Seit 1900 ist Schloss Ambras mit der Innsbrucker Mittelgebirgsbahn über die ursprünglich Schloss Ambras genannte Haltestelle Schönruh und inzwischen auch über die zeitweise mit einem Zusatz versehene Haltestelle Tummelplatz erreichbar.
Nach 1913 sollte Schloss Ambras Sommersitz der Familie des Thronfolgers Erzherzog Franz Ferdinand werden. Noch 1913 wurde mit Umbauten begonnen. Nachdem der Thronfolger 1914 ermordet wurde und dem darauf folgenden Ausbruch des Ersten Weltkriegs, wurden die Baumaßnahmen eingestellt.
Nach dem Krieg konnte das Museum 1922 wiedereröffnen.
Durch der Abschaffung der Monarchie fiel Ambras 1919 mit dem Habsburgergesetz an die Republik Österreich. Das Land Tirol hatte zwar seine Ansprüche auf das Schloss und die Ambraser Sammlungen als ehemals kaiserlicher Besitz geltend gemacht, was jedoch durch das Denkmalamt zurückgewiesen wurde, u. a. damit sich nicht Italien Teile der Sammlung im Namen des annektierten Südtirols einverleiben konnte.
Während des Zweiten Weltkriegs war das Museum ebenfalls geschlossen, die Wiedereröffnung erfolgte nach 1948.
Die erste silberne Euro-Gedenkmünze Österreichs zeigt Schloss Ambras.

## Kunsthistorisches Museum – Schloss Ambras Innsbruck

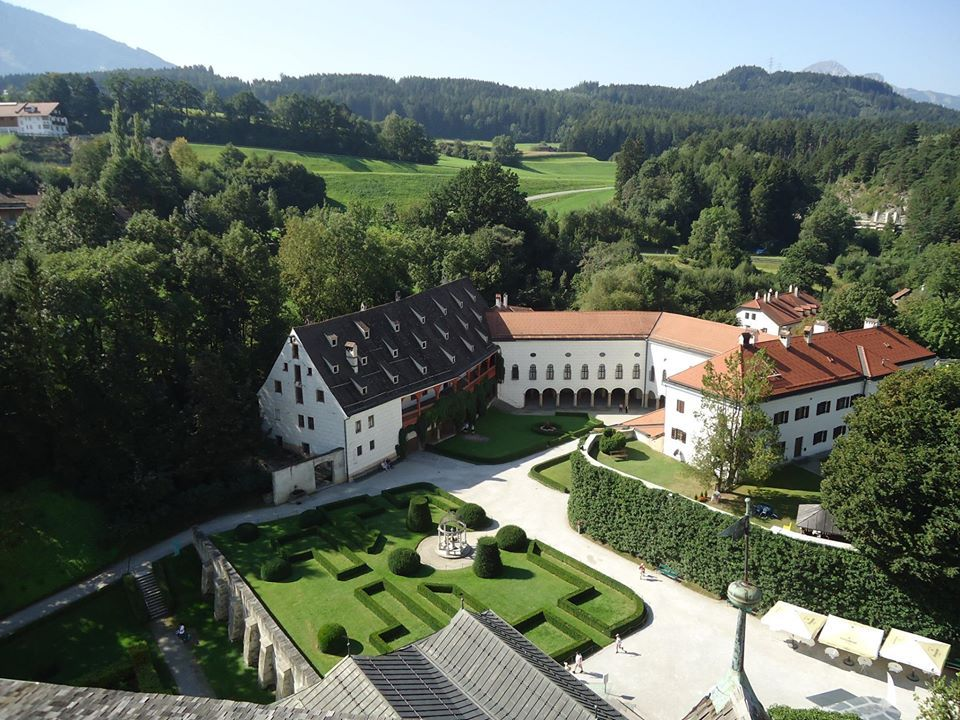
Das Unterschloss ist bis heute zum Exponat seiner selbst als ältestes Museum der Welt geworden.

Das Kunstmuseum Schloss Ambras Innsbruck ist Teil des Kunsthistorischen Museums Wien. Es ist nach Eigendefinition das erste Museum der Welt und zählt zu den international bedeutendsten Kunstmuseen: Das Museum zeigt im Kern die Sammlungen des Renaissancefürsten Erzherzog Ferdinand II. (1529–1595), eines der bedeutendsten Sammler der Habsburger-Dynastie. Für die Sammlungen ließ er eigens das Ambraser Unterschloss errichten, einen der frühesten Museumsbauten überhaupt. Die gezeigten Objekte der Rüstkammern und der Kunst- und Wunderkammer sind an Anzahl und Qualität überragend. Das Museum enthält die einzige noch am Ort erhaltene Kunst- und Wunderkammer der Renaissance. Ferdinand II. setzte hier das systematische Sammeln und Präsentieren um und damit steht das Museum am Beginn des modernen Museumswesens.

## Bauanlage des Schlosses

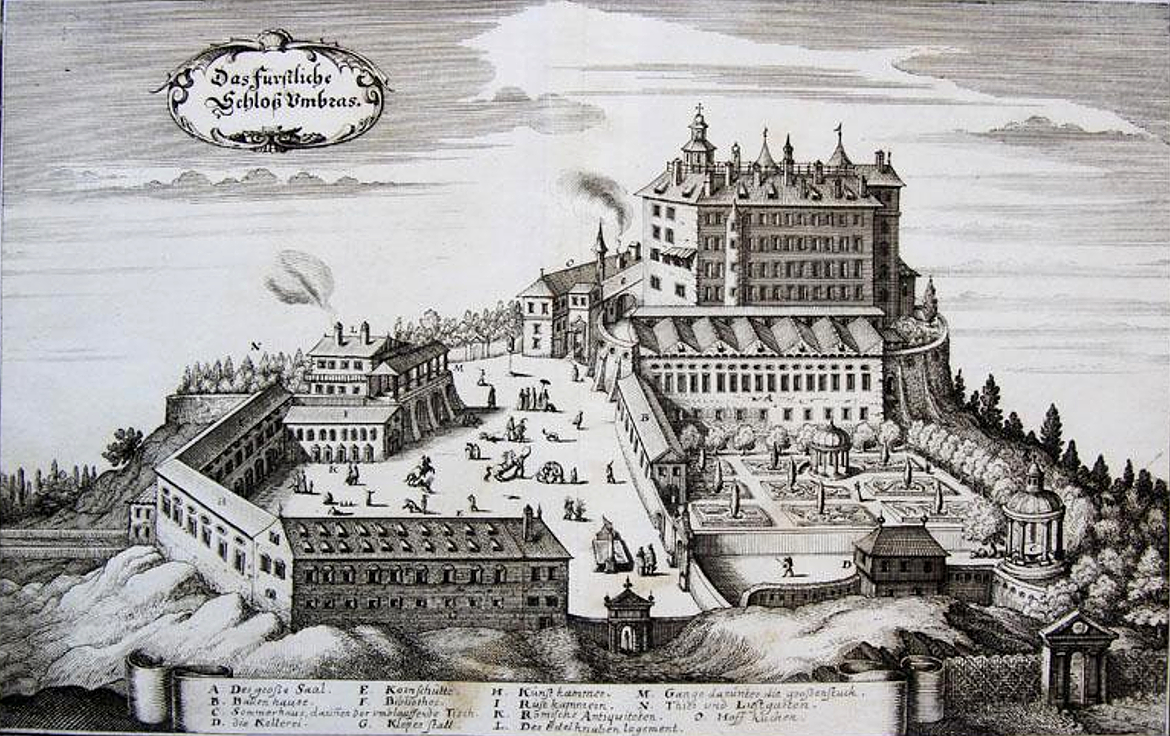
Schloss Ambras auf einem Stich von Matthäus Merian (Mitte des 17. Jahrhunderts)

### Baugeschichte
Von der ursprünglichen Burg der Grafen Andechs ist im heutigen Baubestand nichts mehr erhalten, da sie 1133 zerstört wurde. Bergfried, Palas und die Grundmauern der Kapelle stammen aus dem 13. und 14. Jh., als Ambras sich im Besitz der Görzer befand.
Das Kreuzgewölbe des Palas geht auf Sigmund den Münzreichen zurück.
Der Wandel zum Renaissanceschloss vollzog sich durch die Umbauten von Erzherzog Ferdinand II. (1529–1595), der die Burg im Juni 1564 um 15.300 fl. (=Gulden) erwarb. Baumeister waren Giovanni und dessen Sohn Alberto Luchese, nach Plänen des Architekten Giovanni Battista Guarienti (Johann Guarient; oder Quarient), wobei Ferdinand II. nachweislich die Bauentwicklung im Planungsstadium mitbestimmte. Dabei wurde auch der Spanische Saal errichtet und mit dem Bau des „Unterschlosses“ begonnen, einer unregelmäßigen, im Osten geöffneten, als Fünfeck konzipierten selbständigen Anlage, um die Bibliothek und das Museum unterzubringen. Auch entstanden das „Ballspielhaus“, das „Beamtenhaus“ und das „Schlosswärterhaus“.
- 1564–1567 Umbau Hochschloss und Ausbau des westlich gelegenen Vorschlosses (mit Küche und Speisesaal)
- 1569–1571 Spanischer Saal
- 1570–1572 „Kornschütt“ mit Bibliothek, Antiquarium und Jagdrüstkammer
- 1572–1583 „Kunst- & Wunderkammer“ sowie drei Rüstkammern
- 1589 Nachträglicher Anbau der „Heldenrüstkammer“ (abgetragen 1881)[6]

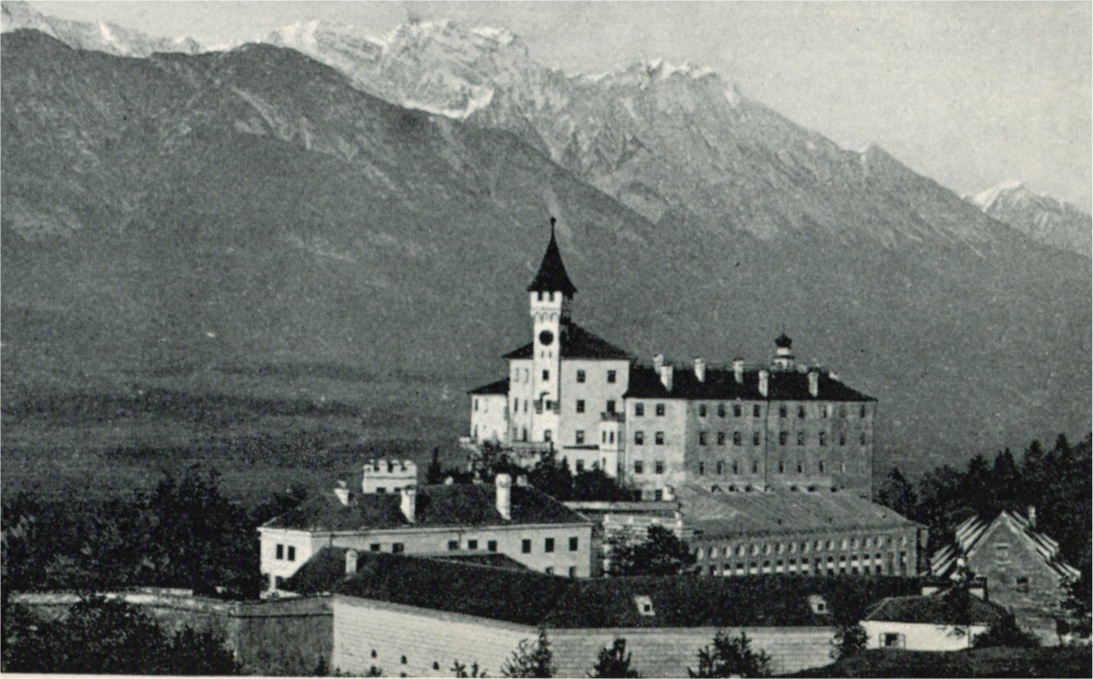
Historische Aufnahme von Schloss Ambras in der Ansicht des späten 19. Jahrhunderts.

Im 19. Jahrhundert wurde Ambras von Architekt Ludwig Förster und später dessen Sohn Heinrich unter dem Statthalter von Tirol (1855–1861), Erzherzog Karl Ludwig wieder für Wohnzwecke ausgebaut.
- 1855–1858 neugotische Zubauten am Hochschloss:
  - Aufgestocktes viertes Stockwerk des Bergfrieds mit bekrönendem Türmchen
  - Treppenturm an der Südfront
  - Balkone an der Nord- und Westfassade
  - verglaster Umgang im zweiten Stockwerk des Innenhofs, wobei eine Loggia aus ferdinandeischer Zeit entfernt wurde
  - Neuer Tortrakt
  - Neue Fassade der Westseite des Spanischen Saals in Stufengiebelform
  - Badehaus im Keuchengarten (nicht mehr erhalten)
- 1863–1867 St.-Nikolaus-Kapelle durch August Wörndle im neugotischen Stil gestaltet
- 1860 romantische Auffahrtsrampe zum Hochschloss geführt

Das Vorschloss drohte abzurutschen, weshalb es ab 1847 um das Stockwerk des Speistraktes zurückgebaut wurde. Das dort befindliche große, 1586 von Giovanni Battista Fontana gemalte Deckengemälde Der Sternehimmel wurde abgenommen, restauriert aber nicht mehr dort, sondern erst später, nämlich 1880 in der heutigen Dritten Rüstkammer des Ambraser Unterschlosses neu angebracht.
Im Zeitgeist des letzten Viertels des 19. Jahrhunderts sollten die kaiserlichen Sammlungen in neuen, eigenständigen und mit moderner Hänge- und Gebäudetechnik ausgestattete Häusern präsentiert werden. Für die entsprechende Umwandlung von Schloss Ambras ab 1877 wurde Johann Deininger betraut. Das Museum k.k. Anbraser Sammlungen wurde 1880 eröffnet. Im Zuge dessen trug man einige baufällige Gebäude ab, etwa 1880/81 die Heldenrüstkammer und das Ballspielhaus sowie das Sommerhaus im Keuchengarten.
- Treppenturm an der Südfront
- Neue Fassade der Westseite des Spanischen Saals mit aufgemauertem Gurtgesims mit horizontalem Aufbau
- Abtragung 1899 des baufälligen Türmchens am Bergfried

Im 20. Jahrhundert wurden die neugotischen Zubauten unter Erzherzog Karl Ludwig wieder rückgängig gemacht, um einem Anblick nahezukommen, wie er durch den frühesten Stich von 1649 des Matthäus Merian bekannt ist. Bereits ab 1913 verschwanden durch den Wiener Dombaumeister Ludwig Simon wieder das vierte Geschoß des Bergfrieds sowie der Gang im Innenhof. Die Auffahrtsrampe zum Hochschloss wurde allerdings bestehen gelassen.
- Sechseckiger Uhrturm

1997 wurde mit der Bauernrüstkammer des Kellergeschoßes ein neuer Eingangsbereich für den Spanischen Saal geschaffen, um den konservatorisch empfindlichen Saal zu entlasten. Ein abgetreppter Terrassenvorbau verstört postmodern die Westfront des Spanischen Saals.
2017 wurde mit dem „Ferdinand Café & Bistro Schloss Ambras“ eine neue Gastronomie durch den KHM-Museumsverband in den historischen Räumlichkeiten der „Gotischen Küche“ im Hochschloss geschaffen. Die Adaptierung wurde durch den Architekten Christian Knapp des Architekturbüros Kohlmayr, Lutter, Knapp – Gewinner des American Architecture Prize 2017 in den zwei Kategorien Restaurierung und Interior Design – umgesetzt.

## Schlosspark

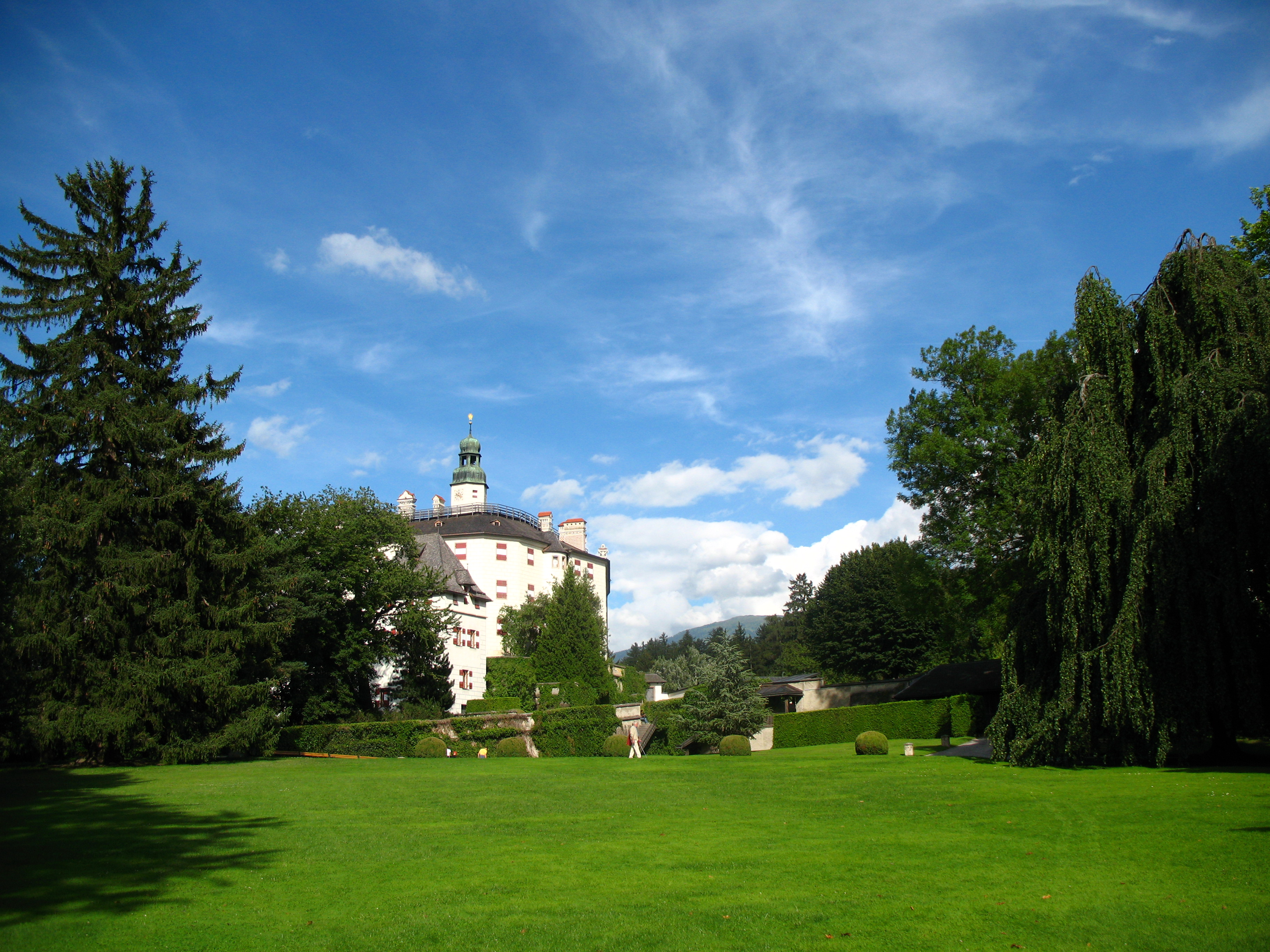
Schlosspark Ambras

Der Schlosspark umgibt das Schloss oberhalb des Stadtteiles Amras. Gleich nach dem Haupteingang sieht man den Großen Weiher. Das mit einer Mauer umgebene Areal ist großteils als englischer Landschaftspark angelegt. Sehenswert sind die Bacchusgrotte, der Keuchengarten (Keuchen = Gefängnis) und der künstliche Wasserfall, der von einem Seitenarm des Aldranser Baches gespeist wird. Am nördlichen Eingang des Parks befinden sich die Reste des Kirchturms der ehemaligen St.-Georgs-Kirche. Der Park ist seit 1928 im Besitz der Republik Österreich und wird von den Bundesgärten verwaltet. Seit dem Jahr 2007 steht die Anlage unter Denkmalschutz. Im Wesentlichen hat der Ambraser Schlosspark über die Jahrhunderte seine Dreiteilung um das mittig gelegene Renaissanceschloss erhalten: den Wildpark östlich des Schlosses, west- und nordseitig den landschaftlichen Parkteil und den Keuchengarten als Renaissancegartenanlage an der Südseite.

### Geschichte des Schlossparks Ambras
Erzherzog Ferdinand II. ließ beim Umbau der Ambraser Burg zum prächtigen Renaissanceschloss den Schlosspark ab 1567 gestalten. 1574 sind in einer detaillierten Beschreibung von Stephanus Venandus Pighius Wälder, Fischteiche, Wildgehege, Weingärten, Gärten und Gartenhäuser dokumentiert. Der heutige Wildpark mit Laubmischwald, Felsen, Schluchten, Wegen, Brücken und künstlichem Wasserfall geht auf diese Gestaltungsphase zurück. Westlich und südlich des Hochschlosses gestaltete man Lustgärten. Diese Gartenpartien wurden nach dem Tod des Erzherzogs im Jahr 1595 nicht erhalten: Sie wurden landwirtschaftlich genutzt. Der Felsenkeller, die Bacchusgrotte und einige andere Gartengebäude blieben bestehen.
Erzherzog Karl Ludwig ließ ab 1855 als Tiroler Statthalter die Sommerresidenz ausbauen. Dabei gestaltete man die nördlichen und westlichen Partien als Landschaftsgarten. Im Park wurden Solitärbäume und Baumgruppen gepflanzt, im unteren Bereich wurde ein großer Teich angelegt.
In der zweiten Hälfte des 20. Jahrhunderts erfolgten einige Veränderungen des Parks: Der Bau der Autobahn erforderte eine Flächenreduktion an der Nordseite. Der Bereich des Keuchengartens, einige der ehemals nicht begrünten Höfe und der Zugang vom Westtor wurden entsprechend dem Zeitgeschmack der 1970er Jahre neu gestaltet. Im Wildpark baute man einen Spielplatz.

### Kulturdenkmäler im Schlosspark

#### Bacchusgrotte
Die von einem starken Pfeiler und vier Gurtbögen gestützte Grotte, ursprünglich „Felsenkeller“ genannt, wurde im Auftrag von Erzherzog Ferdinand II. im Park von Schloss Ambras angelegt. Ein Kellergebäude, das auf dem Stich des Matthäus Merian von 1649 zu sehen ist, wurde 1882 abgebrochen. 1574 wird die Bacchusgrotte erstmals im Reisebericht von Stephanus Pighius im Zusammenhang mit der Empfangszeremonie der fürstlichen Gäste geschildert. Den Höhepunkt dieses Rituals stellte die „Trinkprobe“ dar: „verborgene Ketten und Gitter“ hielten dabei die Gäste fest, die sich nur durch das Austrinken eines weingefüllten Gefäßes, des „Willkomms“, befreien konnten. Deshalb wurde die Grotte nach dem römischen Gott des Weines als „Bacchusgrotte“ bezeichnet. Nach bestandener Trinkprobe trugen sich die Gäste mit einem Sinnspruch in eines der drei Trinkbücher ein, die heute noch in den Sammlungen von Schloss Ambras Innsbruck erhalten sind. Sie beinhalten Autogramme wichtiger Persönlichkeiten der Zeit. Ebenfalls bis heute erhalten sind die für den Ritus verwendeten Trinkgläser. Bei den „verborgene Ketten und Gittern“ dürfte es sich um das unvergleichliche, an der Rückseite in Eisenschnitttechnik mit floral-grotesker Ornamentik und Jagdmotiven dekorierte Kunstkammerstück des Ambraser Trinkstuhls gehandelt haben: einen aus Eisen gefertigten Stuhl, der durch Scharniere an der Vorder- und Rückseite zusammenklappbar ist. Wer sich auf den Stuhl setzte, wurde durch einen hochkomplexen verborgenen Mechanismus mit Greifarmen an Schultern und Gliedmaßen festgehalten. Der Ambraser Fangstuhl ist heute ein Höhepunkt der Kunst- und Wunderkammer Erzherzog Ferdinands II., wo er sich, einem Eintrag im Nachlassinventar von 1596 zufolge, ursprünglich im siebten Kasten befand.
Seit Anfang des 16. Jahrhunderts wurden, ausgehend von Italien, europaweit in Gärten und Schlössern nach antikem Vorbild künstliche Grotten angelegt. Als Vorbilder dienten die römischen Nymphaeen des 2. und 3. Jahrhunderts. Darunter verstand man Brunnen- und Höhlenanlagen, die den Nymphen, weiblichen Naturgeistern, geweiht waren.

#### Keuchengarten
Südlich des Hochschlosses, vor dem Spanischen Saal, liegt der s.g. Keuchengarten. Die sprachliche Herkunft von Keuchen (mhd., „Gefängnis“) dürfte auf den mittelalterlichen, trapezförmigen dreigeschoßigen „Gefangnusturm“ an der Südostecke zurückgehen, der beim Umbau zum Renaissanceschloss um 1563 gänzlich in den Neubau einbezogen wurde. Der Keuchengarten liegt auf einem vertieften Terrassenniveau und damit im deutlichen Kontrast zum Höhenniveau des Unterschlosses und seinem Vorhofbereich, der erst seit der zweiten Hälfte des 20. Jahrhunderts begrünt ist. Zur Regentschaft Erzherzog Ferdinands II. wurde im Zentrum des Keuchengartens ein von neun Beetkompartimenten unterteiltes Gartengeviert angelegt, in dessen Zentrum ein runder Pavillon mit Säulen und Zwiebeldach errichtet wurde. Im Südosten befand sich das sogenannte „Sommerhaus“, eine Rotunde, in der Wasserscherze zu erleben waren: ein Ahorntisch, der durch wasserbetriebene Räder zum Drehen gebracht werden konnte und wo die Gäste mit Wasser bespritzt werden konnten. Das Sommerhaus ist nicht mehr erhalten, genauso wenig wie das den Keuchengarten im Osten begrenzende Ballspielhaus. Heute noch bestehen ein sechseckiges, gemauertes, turmartiges Gartengebäude an der Nordostecke sowie ein am Hang erhöht liegender Treppenturm in knapper Entfernung darüber.
Nach dem Tod Ferdinands II. 1695 wurde der Keuchengarten in einen Obstanger umgewandelt.
Im 19. Jahrhundert ließ Erzherzog Karl Ludwig ab 1855 als Tiroler Statthalter die Sommerresidenz ausbauen, wobei der Keuchengarten ein nierenförmiges Badebecken mit umgebender formaler gärtnerischer Gestaltung nach Plänen von Heinrich Förster erhielt. Es wurden Buchsbaum-, Eiben- und Blutberberitzenhecken sowie beschnittene Buchsbaumkugeln und Eibenkegel gepflanzt. Seither zeigt der Gartenraum diese landschaftlichen und formalen Umgestaltungen der Mitte des 18. Jahrhunderts. Das Schwimmbasin hätte nach 1913 zurückgebaut werden sollen; allerdings wurden die Arbeiten 1914 in Folge des Weltkriegs eingestellt und so besteht es bis heute.
Ende des 20. Jahrhunderts nahm man sich den Stich von Matthäus Merian d. Ä., (1649) zum Vorbild, um 1974 den unteren Vorhof von Schloss Ambras neu zu gestalten. 1997 kam noch ein gartenhistorisches Zitat der zweiten Hälfte des 16. Jahrhunderts hinzu: Die Bundesgärten Österreich gestalteten nach einem Entwurf von Maria Auböck und János Kárász einen Teil des Keuchengartens im Sinne der Renaissance nach einem österreichischen Gartenmusterbuch von Hans Puechfeldner, das um 1592–1594 in Prag für Kaiser Rudolph II. verfasst worden war.

#### Venezianischer Brunnen

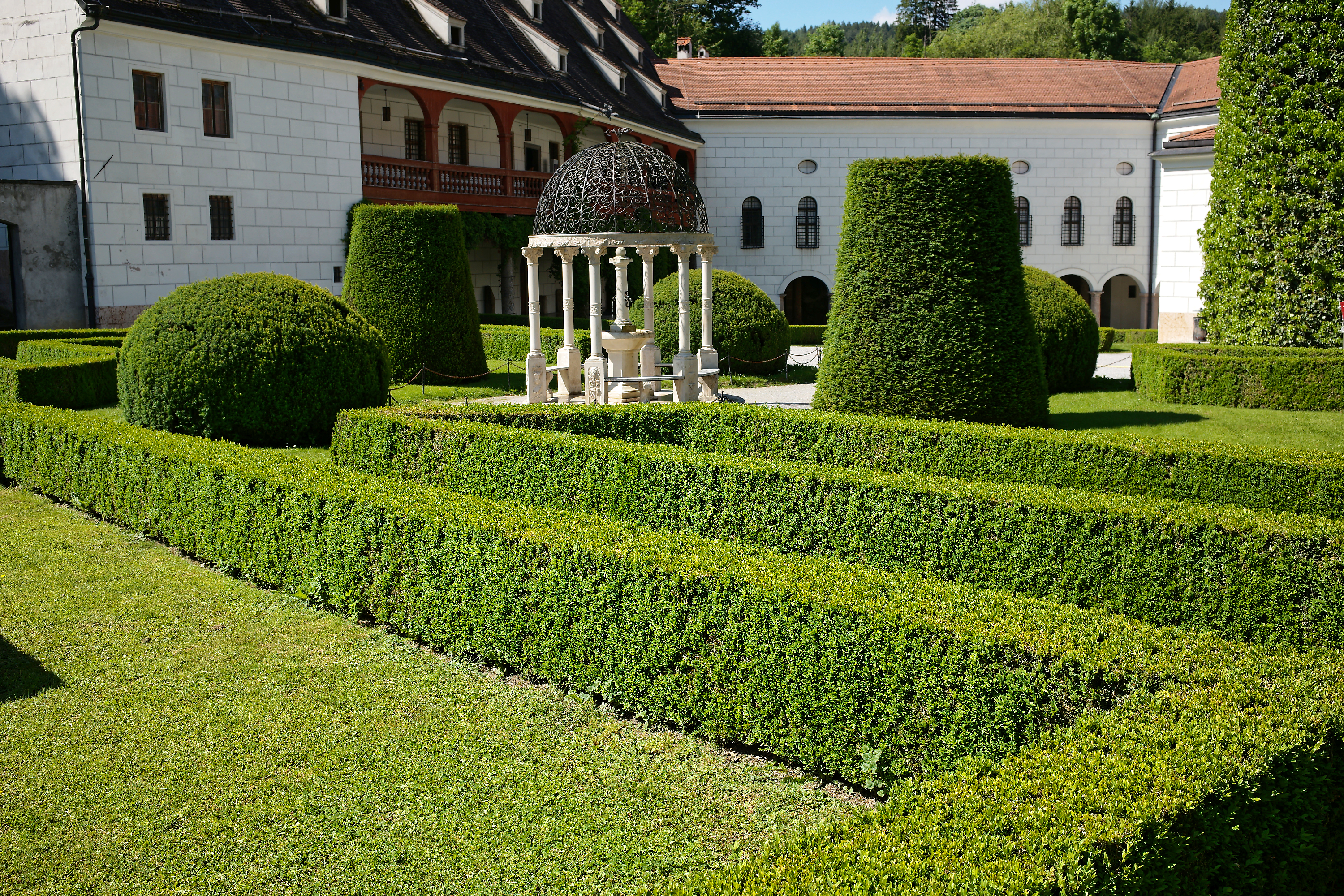
Ein Venezianischer Brunnen im Stile der Renaissance wurde 1914 anstelle des abgebrochenen Ballspielhauses errichtet.

Der Abbruch des baufällig gewordenen Ballspielhauses an der Stufe zwischen oberen und unteren Vorhof von Schloss Ambras 1880 machte eine gartenarchitektonische Neugestaltung erforderlich. 1914 wurde dort ein „Venezianischer Brunnen“ im Stile der Renaissance aufgestellt. Vorangegangen war die Planung einer Brunnenanlage  mit Bronzefiguren von Caspar Grass, die auf Schloss Ambras verwahrt waren. Der Plan von 1884 des Tiroler Landeskonservators Johann Deininger kam aber nicht zur Realisierung und diese Bronzen wurden 1893 Teil des Leopoldsbrunnens in der Innsbrucker Innenstadt.